# You People
Pour plus de détails, voir Fiche technique et Distribution.
You People est un film américain réalisé par Kenya Barris (en) et sorti en 2023.

## Synopsis
Ezra Cohen, un homme de confession juive, est un fan de culture hip-hop et anime avec son amie Mo un podcast consacré au sujet. Il travaille malgré tout comme courtier à Century City. Âgé de 35 ans, Ezra n'a jamais eu de relation amoureuse stable. C'est alors qu'il fait la rencontre par hasard d'Amira Mohammed, une styliste afro-américaine musulmane. Après six mois de relation, Ezra présente Amira à sa famille. Elle rencontre ainsi une famille en apparence très tolérante. Elle rencontre également la sœur d'Erza, Liza, qui est lesbienne. Ezra fait ensuite la rencontre des parents d'Amira et leur annonce son intention de l'épouser. Son père, Akbar, voit d'un très mauvais œil cette relation et préférerait qu'elle soit en couple avec un musulman et refuse cette union.

## Fiche technique
Sauf indication contraire, les informations mentionnées dans cette section peuvent être confirmées par la base de données cinématographiques IMDb,  présente dans la section « Liens externes ».
- Titre original : You People
- Réalisation : Kenya Barris (en)
- Scénario : Kenya Barris et Jonah Hill
- Musique : Daniel Tannenbaum
- Décors : Maxine Shepard
- Costumes : Michelle Cole
- Photographie : Mark Doering-Powell
- Montage : Jamie Nelsen
- Production : Kenya Barris, Jonah Hill et Kevin Misher

Producteurs délégués : Andy Berman, Mychelle Deschamps, Matt Dines, E. Brian Dobbins, Alison Goodwin, Charisse M. Hewitt, David Hyman et Hale Rothstein
- Sociétés de production : Khalabo Ink Society, Strong Baby et Misher Films
- Société de distribution : Netflix
- Budget : n/a
- Pays de production :  États-Unis
- Langue originale : anglais
- Format : couleur
- Genre : comédie romantique
- Durée : 118 minutes
- Dates de sortie[2] :
  - Monde : 27 janvier 2023 (sur Netflix)
- Classification[3] :
  - États-Unis : R

## Distribution
- Jonah Hill (VF : Christophe Lemoine) : Ezra Cohen
- Lauren London (VF : Esthèle Dumand) : Amira
- Eddie Murphy (VF : Christophe Peyroux) : Akbar
- Julia Louis-Dreyfus (VF : Marie-Laure Dougnac) : Shelley
- Sam Jay (en) (VF : Déborah Claude) : Mo
- Nia Long (VF : Corinne Wellong) : Fatima
- Travis Bennett (en) (VF : Baptiste Marc)	:	Omar
- David Duchovny (VF : Nicolas Marié) : Arnold Cohen
- Molly Gordon (VF : Fanny Bloc) : Liza Cohen
- Deon Cole (VF : Frantz Confiac) : Demetrius
- Andrea Savage (VF : Marion Creusvaux) : Becca
- Elliott Gould : M. Greenbaum
- Rhea Perlman : Bubby
- Mike Epps (VF : Jean-Baptiste Anoumon) : oncle EJ
- La La Anthony : Shaela
- Yung Mi : Tiffany
- Khadijah Haqq McCray : Renee
- Bryan Greenberg : Isaac
- Jordan Firstman (en) (VF : Jim Redler) :	Danny
- Matt Walsh (VF : Yann Guillemot) : Don Wood
- Emily Arlook (en) (VF : Joy Feldman) : Kim Glassman
- Richard Benjamin : Dr Green
- Doug Hall (VF : Alex Fondja) : Chris
- Anthony Anderson : le barbier

## Production
En juin 2021, il est annoncé que Jonah Hill va jouer dans une comédie pour Netflix, réalisée par Kenya Barris (en) et d'après un script coécrit par ce dernier avec l'acteur. Il s'agit du premier long métrage réalisé par Kenya Barris.
En août 2021, Eddie Murphy est annoncé dans un rôle principal. En septembre 2021, Julia Louis-Dreyfus, Lauren London, Sam Jay ou encore Molly Gordon rejoignent eux aussi la distribution. En octobre 2021, la distribution enregistre les arrivées de Travis Bennett, Andrea Savage, Rhea Perlman, La La Anthony et Deon Cole. Le mois suivant, c'est au tour d'Emily Arlook, Bryan Greenberg, Andrew Schulz (en) et Jordan Firstman (en) d'être annoncés.
Le tournage débute en octobre 2021 à Los Angeles. Il se déroule également dans d'autres lieux de Californie du Sud.

## Accueil
Sur l’agrégateur de critiques Rotten Tomatoes, il obtient 43% d'avis favorables pour 115 critiques et une note moyenne de 5,2⁄10. Le consensus suivant résume les critiques compilées par le site : « You People a un casting exceptionnel et beaucoup de potentiel comique – tous deux principalement gaspillés sur une image qui hésite entre commentaire social et comédie romantique sans s'engager pleinement dans l'un ou l'autre ». Sur Metacritic, il obtient une note moyenne de 50⁄100 pour 33 critiques.
Sur le site AlloCiné, qui recense 5 critiques de presse, le film obtient la note moyenne de 2,4⁄5
.